# Eleccions municipals de València de 1948
Les eleccions municipals de València de 1948 van ser les primeres eleccions municipals celebrades durant la dictadura franquista pel sistema aprovat a la llei de bases del règim local de 1945. L'elecció, que durà diversos dies corresponia a 8 regidors pel Terç Familiar, 8 pel Terç Sindical i 8 pel Terç de corporacions. La participació va ser de vora un 80% del cens al terç familiar segons informacions de la premsa. La nova corporació eixida d'estes eleccions prengué possessió el 6 de febrer de 1949.

## Sistema electoral
El sistema electoral durant el règim franquista, d'acord amb la llei de bases de règim local de 1945 va disposar que els regidors (concejales) havien de ser designats per terceres parts (tercios) d'aquesta manera:
1. Per elecció entre els veïns que fossin caps de família (pràcticament tots els homes, i també les dones vídues), cosa que va donar lloc al "terç familiar".
2. Per elecció del Sindicat Vertical del municipi, és a dir el "terç sindical".
3. Per elecció entre les entitats econòmiques, culturals i professionals del municipi, amb una llista de candidats que proposava el governador civil a l'ajuntament, cosa que seria el "terç d'entitats".

Finalment, l'alcalde era nomenat directament pel governador civil com a delegat seu al municipi, totalment al marge del sistema electoral descrit.

## Resultats[4]
Només s'especifiquen els regidors elegits. Els resultats es presenten per candidat més votat en la totalitat del municipi i no per districtes, ja que no es disposa d'aquesta informació.
| Terç                         | Candidats                           | Electe | Partit   | Vots |
| ---------------------------- | ----------------------------------- | ------ | -------- | ---- |
| Terç Familiar (8 regidors)   | Manuel Casanova Giner               | [E]    | IND      | -    |
| Terç Familiar (8 regidors)   | Maximiliano Lloret Gómez            | [E]    | IND      | -    |
| Terç Familiar (8 regidors)   | Vicente Noguera de Roig             | [E]    | IND      | -    |
| Terç Familiar (8 regidors)   | Alfonso Pons y Lamo de Espinosa     | [E]    | IND      | -    |
| Terç Familiar (8 regidors)   | Enrique Revello Montesinos          | [E]    | IND      | -    |
| Terç Familiar (8 regidors)   | Victorio Sanchis Mateu              | [E]    | IND      | -    |
| Terç Familiar (8 regidors)   | Bernardo Sancho Gomis               | [E]    | IND      | -    |
| Terç Familiar (8 regidors)   | Carlos Solís Moreno                 | [E]    | IND      | -    |
| Terç Familiar (8 regidors)   |                                     |        | -        |      |
| Terç Sindical (8 regidors)   | Manuel Ricart Burgos                | [E]    | OSE      | -    |
| Terç Sindical (8 regidors)   | Avelino Faus Pelechano              | [E]    | OSE      | -    |
| Terç Sindical (8 regidors)   | Antonio Blanc Mussó                 | [E]    | OSE      | -    |
| Terç Sindical (8 regidors)   | Julio de Miguel Martínez de Bujanda | [E]    | OSE      | -    |
| Terç Sindical (8 regidors)   | Miguel Ibáñez Hernández             | [E]    | OSE      | -    |
| Terç Sindical (8 regidors)   | José María Gil Escartí              | [E]    | OSE      | -    |
| Terç Sindical (8 regidors)   | Adolfo Cámara Ávila                 | [E]    | OSE      | -    |
| Terç Sindical (8 regidors)   | Ricardo Suárez López-Altamirano     | [E]    | OSE      | -    |
| Terç Sindical (8 regidors)   |                                     |        | -        |      |
| Terç d'Entitats (8 regidors) | Fausto Martínez Castillejo          | [E]    | FET-JONS | -    |
| Terç d'Entitats (8 regidors) | José Daniel Arnedo Ruiz             | [E]    | FET-JONS | -    |
| Terç d'Entitats (8 regidors) | Enrique Errando Vilar               | [E]    | FET-JONS | -    |
| Terç d'Entitats (8 regidors) | Eugenio Mata Cornelio               | [E]    | FET-JONS | -    |
| Terç d'Entitats (8 regidors) | Francisco Beltrán Bigorra           | [E]    | FET-JONS | -    |
| Terç d'Entitats (8 regidors) | José María Arnau Maorad             | [E]    | FET-JONS | -    |
| Terç d'Entitats (8 regidors) | José Guitiérrez Martín              | [E]    | FET-JONS | -    |
| Terç d'Entitats (8 regidors) | Salvador Roda Soriano               | [E]    | FET-JONS | -    |
| Terç d'Entitats (8 regidors) |                                     |        | -        |      |